# Frederick Delius
Frederick Theodore Albert Delius, nemško-angleški skladatelj, * 29. januar 1862, Bradford, † 10. junij 1934, Grez-sur-Loing.
Delius je bil po rodu Nemec, večino svojega življenja pa je preživel izven Anglije. Njegov oče si je želel, da bi nasledil vodstvo družinskega tekstilnega podjetja, tako ga je celo poslal na Florido za upravnika pomarančnega nasada. Kljub temu je Delius nadaljeval s komponiranjem in kmalu spustil posle iz rok. Njegova kasnejša leta je označevalo slabo zdravje, kot mladenič je (verjetno v Parizu) staknil sifilis, dolgoročne posledice te bolezni pa so mu oslabile vid in ga vse bolj paralizirale, tako da je končno potreboval invalidski voziček. 
O skladatelju je posnet tudi film Song of Summer (režija: Ken Russel), slepega skladatelja uprizarja Max Adrian.

## Najbolj znana dela
- On Hearing the First Cuckoo in Spring, za violino in orkester
- Brigg Fair
- Kmečka Romeo in Julija, opera
- Maša življenja
- Rekvijem
- Koanga, opera (1880)
- Violinski koncert
- Dvojni koncert za violino, čelo in orkester
- Pariz: pesem velikega mesta, simfonična pesnitev